# Nikolái Andriánov
Nikolái Yefímovich Andriánov (en ruso : Никола́й Ефи́мович Андриа́нов; Vladímir, 14 de octubre de 1952 - Vladímir, 21 de marzo del 2011) fue un gimnasta artístico soviético ganador de siete medallas de oro olímpicas, entre 1972 y 1980 en las pruebas de suelo, anillas, salto, concurso por equipo y general individual.
Debutó en la gimnasia artística a los once años de edad, y obtuvo su primer título internacional en 1971, en el campeonato europeos juveniles de Madrid, ganando dos medallas de oro a los diecinueve años de edad. Desde esa fecha hasta 1980, Andriánov ganó numerosas competiciones gimnásticas internacionales, obteniendo los títulos de campeón europeo, campeón mundial, así como medallas en los Juegos Olímpicos de Verano.
La primera medalla olímpica de Andrianov fue en las Juegos Olímpicos de Múnich 1972, donde ganó la medalla de oro en ejercicios de suelo. En las Olimpiadas de Montreal de 1976 Andriánov aumentó sus victorias, obteniendo cuatro medallas de oro, dos de plata y una de bronce, y ganando la mayor puntuación en ejercicios de tierra, en anillos y en caballete. Este récord de cuatro medallas de oro para un gimnasta en una sola olimpiada seguiría vigente hasta las Olimpiadas de 1992, donde lo superaría el bielorruso Vitaly Shcherbo. 
Andriánov participó en las Juegos Olímpicos de Moscú 1980, ganando allí dos medallas de oro, dos de plata y una de bronce. Poco después de este torneo Andriánov se retiró de la gimnasia activa para dedicarse a entrenar jóvenes, y en 1994 asumió el cargo de entrenador del equipo nacional de gimnasia de Japón, donde trabajó hasta el año 2002, cuando volvió a Rusia. 
En sus últimos años Andrianov sufrió una seria enfermedad, el Síndrome de Shy-Drager, que dañó su sistema nervioso causándole atrofias múltiples, al extremo que tenía gran dificultad para mover sus extremidades. Tras varios años de dolencia, falleció en su ciudad natal, Vladimir, a los 58 años. Fue enterrado en el Callejón de Honor del cementerio de Ulybyshevo.

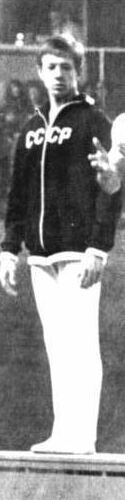
Nikolái Andriánov en el Campeonato Europeo de Gimnasia de 1971, en Madrid

.